# Milan Balabán
Milan Balabán (ur. 3 września 1929 w Boratynie, zm. 4 stycznia 2019) – czeski teolog ewangelicki i religioznawca.

## Życiorys
Ukończył studia na ewangelickim wydziale teologicznym Uniwersytetu Karola w Pradze, po czym został duchownym Ewangelickiego Kościoła Czeskobraterskiego. W 1975 pozbawiono go (tzw. státní souhlas) prawa do pracy duszpasterskiej. Podpisał Kartę 77.
Od 1990 pracował naukowo na ewangelickim wydziale teologicznym Uniwersytetu Karola. W 1995 został mianowany profesorem. 
W 2002 odznaczono go Medalem Zasługi Republiki Czeskiej I stopnia.